# Area archeologica di Vallerano
L'Area archeologica di Vallerano scoperta a Roma è un'area archeologica dove sono stati scoperti una necropoli e una centro abitato, che si trovano nel territorio del Municipio Roma IX, nella Tenuta di Vallerano, nell'omonima zona, in antichità parte di un più vasto fondo appartenuto alla famiglia romana dei Valerii.

## Descrizione
Gli scavi hanno portato alla luce una villa nobiliare e una necropoli di età imperiale, oltre che a tracce di una frequentazione in età neolitica (fine del IV millennio a.C.) del pianoro, a circa 300 metri a sud-est della villa.

### Villa
Nell'area è stata ritrovata poi una villa romana di epoca imperiale, della quale restano la struttura di una cisterna e alcune mura perimetrali.

### Necropoli
L'indagine archeologica ha portato alla luce una necropoli, che ricopriva una vasta area vicino alla villa, dove sono state scoperte oltre 100 sepolcri, fosse del tipo ad inumazione, accompagnate da scarsi corredi funerari. Solo un piccolo gruppo di queste, proprio per la presenza di oggetti funerarei sono riferibili a personaggi di classi elevate.
Di particolare pregio la cosiddetta tomba della Fanciulla di Vallerano, ritrovata nel 1993, dove il corpo ritrovato nel sarcofago è stato attribuito ad una giovane donna a causa del corredo lì ritrovato, composto, 

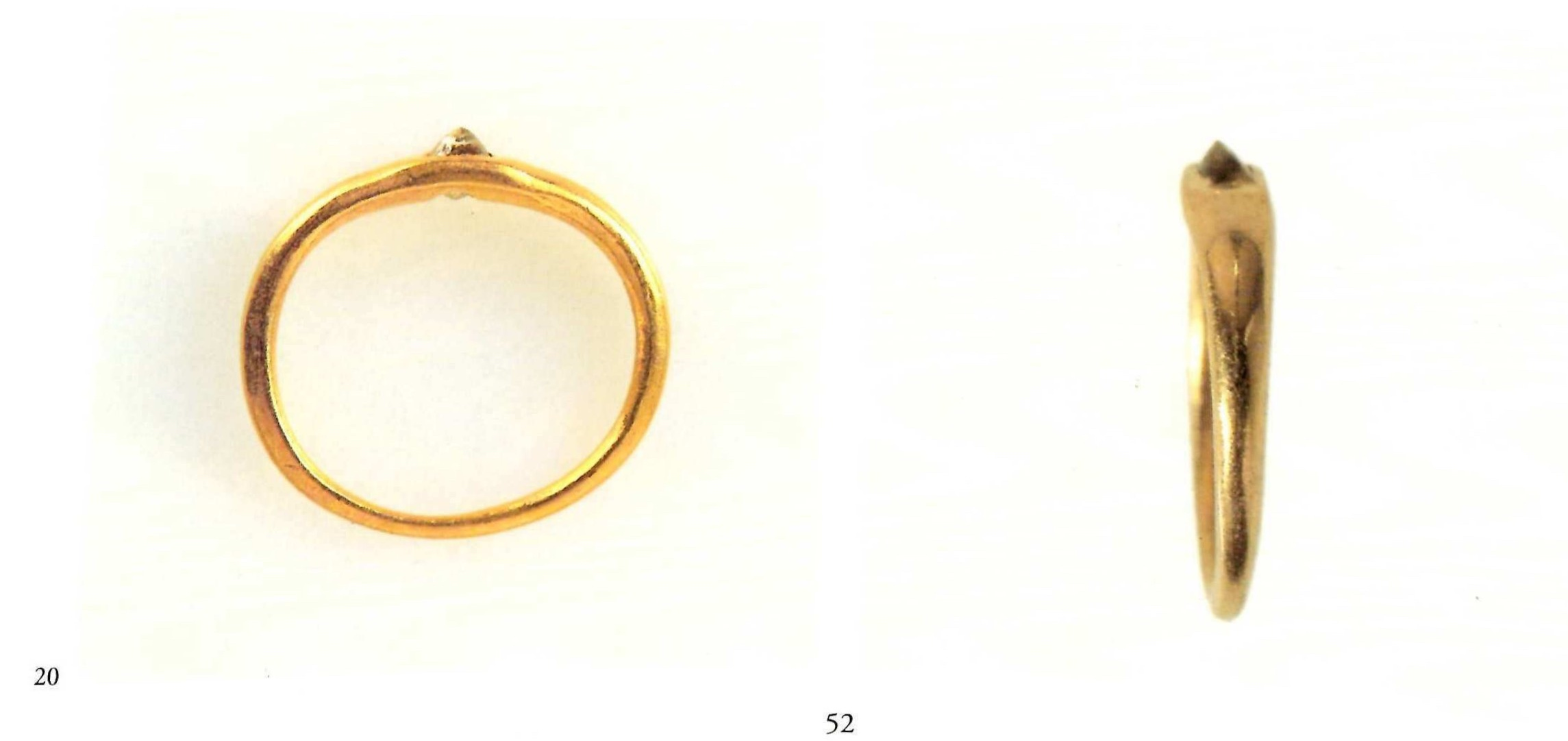
Anello con diamante ritrovato nella Tomba della fanciulla, datato I sec. esposto al Museo Nazionale Romano a Palazzo Massimo (attualmente chiuso per lavori)

tra l'altro, da gioielli d'oro e in pietre preziose, uno specchio d'argento con inciso il mito di Elle e Frisso, un portatrucco in sempre in argento, ed una bambola in avorio, tutti oggetti esposti nel Museo Nazionale Romano.
L'area indagata ha portato alla luce anche altre tombe sparse, tra le quali anche cinque sepolcri a camera databili al IV-III secolo a.C., a nord overst rispetto alla tenuta.